# 是永修治
是永 修治（これなが しゅうじ、1956年（昭和31年）3月2日 - ）は、日本の政治家。元大分県宇佐市長（4期）。

## 来歴
1974年（昭和49年）3月、大分県立宇佐高等学校卒業。1979年（昭和54年）3月、立命館大学法学部卒業。同年4月、大分県庁に入庁。2007年（平成19年）、中津市副市長に就任。
2009年（平成21年）4月12日に行われた宇佐市長選挙に無所属で出馬。時枝正昭の後継者として出馬した前宇佐市副市長の大園清一郎ら2候補を破り初当選。4月24日、市長就任。
2013年（平成25年）、無投票で2期目の当選。2017年（平成29年）、無投票で3選。2021年（令和3年）4月18日の市長選挙で元市議の後藤竜也を破り4選。2025年（令和7年）に市長を退任した。